# Idy marcowe (film 2011)
Idy marcowe (ang. The Ides of March) – amerykański film z gatunku thriller, dramat polityczny w reżyserii George’a Clooneya, nakręcony na podstawie sztuki Farragut North Beau Willimona.
Światowa premiera filmu nastąpiła 31 sierpnia 2011 roku, na otwarcie 68. Międzynarodowego Festiwalu Filmowego w Wenecji, gdzie film został zakwalifikowany do Konkursu Głównego.

## Fabuła
Stephen Meyers (Ryan Gosling) prowadzi kampanię wyborczą gubernatora Mike’a Morrisa (George Clooney), który jako kandydat Demokratów ubiega się o urząd prezydenta. Meyers nie jest nowicjuszem, wie, że polityka to brudna gra, ale wciąż ma nadzieję, że w środowisku wyrachowanych cyników jest także miejsce dla uczciwych ludzi, którzy chcą zrobić coś pożytecznego. Taki według niego jest Morris: przyzwoity, otwarty na ludzi facet, który ma szansę zmienić Amerykę na lepsze. Meyers angażuje się w działania wyborcze ze szczerej pasji. Nawet gdy szef konkurencyjnej ekipy, Tom Duffy (Paul Giamatti), składa mu korzystniejszą ofertę, Stephen odmawia, wierzy bowiem w charyzmę Morrisa. Podczas kampanii poznaje sympatyczną stażystkę Molly, z którą zaczyna romansować. Za jej sprawą nieoczekiwanie odkrywa, że Mike Morris nie jest takim chodzącym ideałem, jak mu się do tej pory wydawało, a z każdą chwilą na jaw wychodzą kolejne niepokojące fakty z jego życiorysu. Meyers zastanawia się, co robić.

## Obsada
- Ryan Gosling – Stephen Meyers[3]
- George Clooney – gubernator Mike Morris
- Marisa Tomei – Ida Horowicz
- Evan Rachel Wood – Molly Stearns
- Philip Seymour Hoffman – Paul Zara
- Paul Giamatti – Tom Duffy
- Max Minghella – Ben Harper

## Nagrody i nominacje
69. ceremonia wręczenia Złotych Globów
- nominacja: najlepszy film dramatyczny
- nominacja: najlepszy aktor w filmie dramatycznym – Ryan Gosling
- nominacja: najlepszy reżyser – George Clooney
- nominacja: najlepszy scenariusz – George Clooney, Grant Heslov i Beau Willimon

84. ceremonia wręczenia Oscarów
- nominacja: najlepszy scenariusz adaptowany – George Clooney, Grant Heslov i Beau Willimon

65. ceremonia wręczenia nagród Brytyjskiej Akademii Filmowej
- nominacja: najlepszy scenariusz adaptowany − George Clooney, Grant Heslov i Beau Willimon
- nominacja: najlepszy aktor drugoplanowy − Philip Seymour Hoffman